# A far l’amore comincia tu
«A far l’amore comincia tu» (с итал. — «Начни заниматься любовью ты») — песня, записанная итальянской певицей Рафаэллой Каррой для её студийного альбома Forte forte forte 1976 года. Авторами песни стали Даниэле Паче и Франко Бракарди, в роли продюсера выступил Джанни Бонкомпани.
Изначально песня была выпущена в качестве би-сайда на сингле «Forte forte forte» в Италии и Испании. Однако вскоре «A far l’amore comincia tu» была помещена на первую сторону в связи с большей популярностью. Также Каррой были записаны версии на разных языках, включая английскую (слова Энн Рид Коллинз), испанскую (слова Антонио Фигероа), немецкую (слова Герда Тумсера) и французскую (слова Ральфа Берне).
Песня имела большой успех в мире: в Бельгии песня заняла первое место, в Испании, Нидерландах, ФРГ и Швейцарии песня вошла в пятёрку лучших, в Великобритании песня заняла девятое место, Карра стала первым итальянским артистом, попавшим в чарт. Это одна из самых успешных песен Карра в карьере, в мире было продано более 20 миллионов копий сингла.
Впоследствии песня неоднократно перепевалась разными артистами в разных странах и на разных языках.
В 2011 году французским диджеем Бобом Синклером был выпущен ремейк песни под названием «Far l’amore».
В день похорон Рафаэллы Карра 9 июля 2021 года на стадионе Уэмбли проходил футбольный матч между сборными Италии и Испании, и в знак уважения к певице по заявке Итальянской федерации футбола УЕФА было принято решение включить шлягер «A far l’amore comincia tu» в плей-лист спортивной трансляции.

## Чарты
| Чарт (1976—1978)                | Высшая позиций |
| ------------------------------- | -------------- |
| Бельгия/Фландрия (Ultratop 50)  | 1              |
| Испания (AFYVE)                 | 2              |
| Нидерланды (Single Top 100)     | 3              |
| ФРГ (GfK)                       | 4              |
| Швейцария (Schweizer Hitparade) | 3              |

| Чарт (1977)                    | Высшая позиций |
| ------------------------------ | -------------- |
| Бельгия/Валлония (Ultratop 50) | 35             |
| Франция (IFOP)                 | 20             |

| Чарт (1978)                     | Высшая позиций |
| ------------------------------- | -------------- |
| Великобритания (OCC UK Singles) | 9              |
| Канада (RPM Top Singles)        | 20             |

## Кавер-версии
- В 1977 году немецкий певец Тони Холидей записал кавер-версию под названием «Tanze Samba mit mir». Песня имела успех в Австрии и Германии[14].
- В том же 1977 году турецкая певица Ажда Пеккан записала турецкую версию под названием «Sakın Ha»[15].
- Также в 1977 году нидерландская певица Карли Бергманн выпустила англоязычную версию под названием «Feed the Fire»[16]
- В 1978 году турецкая певица Аила Альган[тур.] в своём альбоме Aşka Veda представила новую версию песни на турецком под названием «Bilenler Kazanıyor»[17].
- Тогда же канадская певица Шателани записала для своего альбома Chatelaine французскую версию под названием «Corps à corps»[18].
- Нидерландская группа Luv’ выпустила англоязычную версию «Don Juanito de carnaval» в альбоме With Luv’[19].
- В 1982 году бразильский певец Сидней Мигал[порт.] представил португальскую версию «Alegria De Viver» в альбоме Magal Espetacular[20].